# Gustave Lyon
Pour les articles homonymes, voir Lyon (homonymie).
Gustave Lyon, né le 19 novembre 1857 dans l'ancien 2e arrondissement de Paris et mort le 12 janvier 1936 dans le 8e arrondissement de Paris est un acousticien français, directeur de la fabrique d'instruments et manufacture de pianos Pleyel et inventeur de plusieurs instruments de musique, créateur et concepteur de la salle Pleyel.

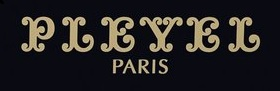
Logo des pianos Pleyel, de nos jours.

## Carrière

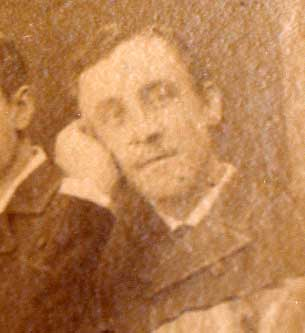
Gustave Lyon sur sa photo de promotion de l'École des mines de Paris.

Gustave Lyon est issu d'une famille d'artistes musiciens. Il effectue ses études au lycée Saint-Louis, est diplômé de l'École polytechnique de Paris en 1877, puis de l'École des mines de Paris en 1879.
Muni de son diplôme d'ingénieur civil des mines, il est sollicité par le directeur de la maison Pleyel, Auguste Wolff, l'associé de Camille Pleyel, qui lui offre une place à ses côtés. Il épouse peu après la fille d'Auguste Wolff, et en 1887, succède à son beau-père à la tête de Pleyel.
Gustave Lyon modernise l'usine Pleyel créée par Wolff trente ans plus tôt et donne progressivement une impulsion et un développement considérables à la maison Pleyel, grâce à ses recherches en acoustique des instruments, ses études des lois des corps sonores (calculs logarithmiques des cordes) et ses inventions.
En 1889, alors que la maison Pleyel produit son 100 000e piano, Gustave Lyon est distingué par un grand prix d'honneur lors de l’exposition universelle de Paris. Les pianos Pleyel sont alors très appréciés de la nouvelle génération de musiciens séduite par l'harmonie si particulière de ces pianos européens inspirés de la facture allemande et emmenée par Camille Saint-Saëns, Fédor Chaliapine, Rimsky-Korsakov, ou encore Wanda Landowska. C'est pour cette dernière que fut entreprise la conception et la fabrication d'un clavecin, le « Grand modèle de concert ».

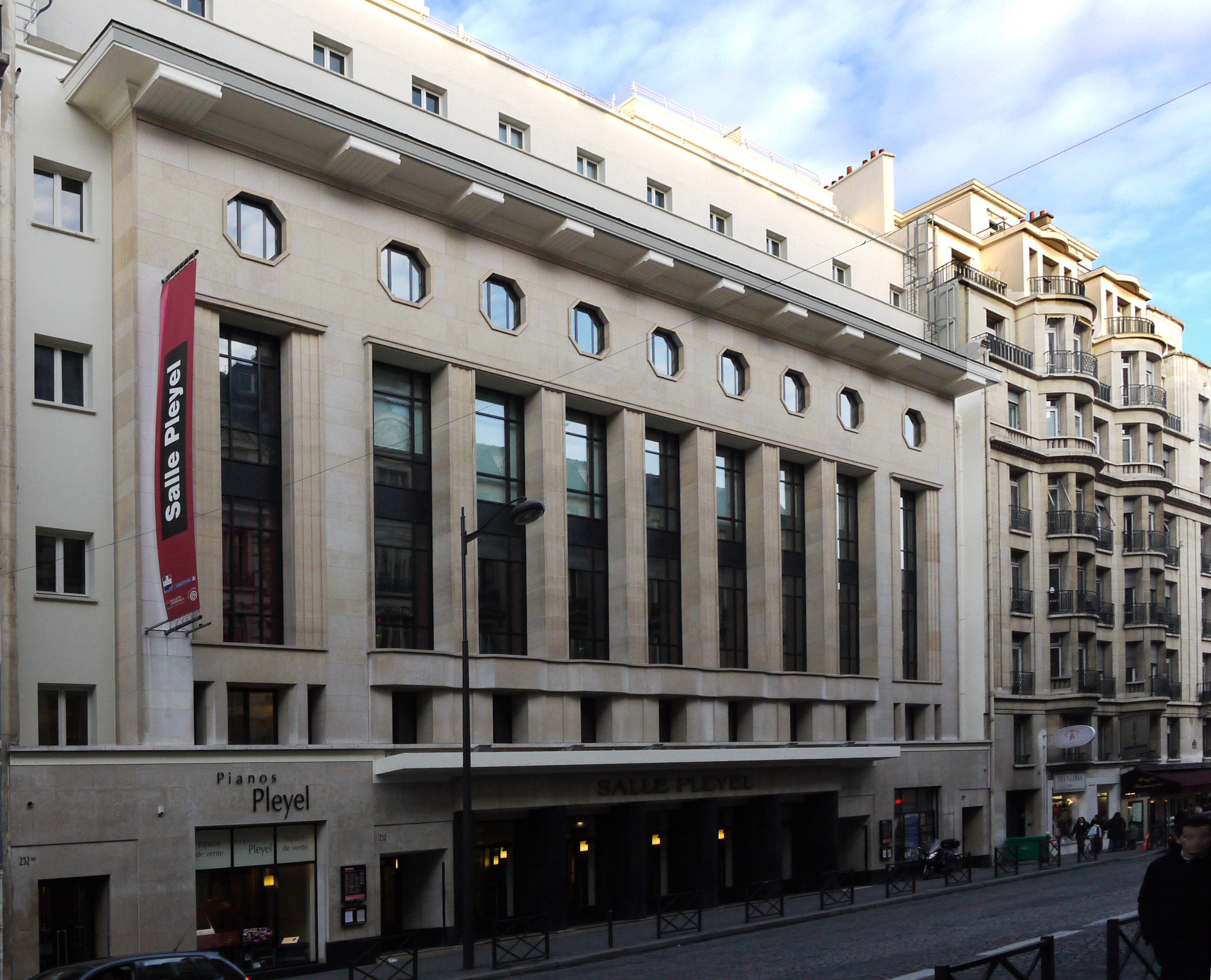
Façade de la salle Pleyel construite par Auguste Lyon.

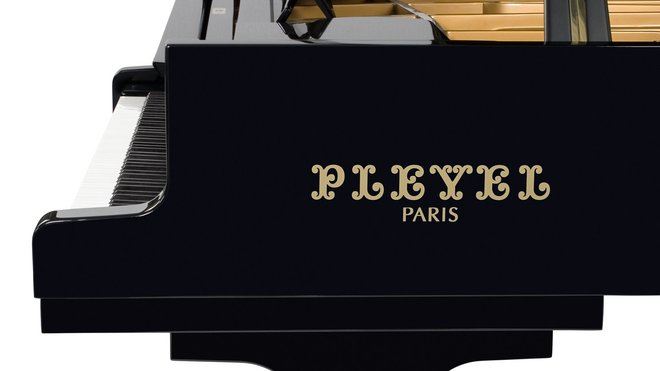
Grand piano à queue de concert P280.

Dès 1925, Lyon lance le chantier de construction de la salle Pleyel, rue du faubourg Saint-Honoré, à Paris. Mais la grande crise de 1929 est fatale au groupe Pleyel : les pianos déposent le bilan en 1933, et la salle est reprise par son banquier, le Crédit lyonnais, en 1934. À la mort de Gustave Lyon, les pianos Pleyel et la salle Pleyel sont donc séparés.
Gustave Lyon est nommé commandeur de la Légion d'honneur en 1928.
Il est le grand-père du producteur de télévision Gilbert Carpentier.

## Instruments de musique
Gustave Lyon est l'inventeur de nombreux instruments de musique, dont des pianos doubles, pianos à double clavier, clavecins, harpes chromatiques, timbales chromatiques, des carillons électro-pneumatiques, et un modèle de piano mécanique, le Pleyela. Il fut notamment l'inventeur de la Harpe éolienne et du Piano double.
Apparu en 1898, le Piano double, un grand piano à double clavier, inspira Camille Saint-Saëns qui transcrivit pour deux pianos quatre de ses six duos pour harmonium et piano, et les dédicaça à Gustave Lyon.

## Acoustique
Gustave Lyon est également un pionnier de l'acoustique architecturale. Il s’était ainsi spécialisé dans l’orthophonie des salles de concert et de conférence, et était souvent sollicité par les architectes pour corriger l'acoustique de ces salles. Il est notamment reconnu pour son amélioration de l'acoustique du Palais de Chaillot à Paris et d'autres salles en France, Algérie, Belgique, Suisse et Chili. Ses travaux l'amènent à établir la loi fondamentale de l'écho, de la résonance, du renforcement des sons et de la suppression des bruits parasites.
De 1925 à 1927, il conçut la salle Pleyel située rue du Faubourg-Saint-Honoré à Paris, et dont l'acoustique, comme la décoration et la configuration, étaient considérées comme révolutionnaires lors de son inauguration en 1927. La critique musicale ainsi que l’architecte Le Corbusier saluèrent la réussite acoustique de la salle.

## Articles liés
- Pleyel, le nom de la manufacture de piano
- Ignace Joseph Pleyel
- Camille Pleyel
- Auguste Wolff
- Salle Pleyel